# StyleGAN
StyleGAN è un tipo di Rete generativa avversaria (GAN) sviluppata da NVIDIA e distribuita open source a partire dal 4 febbraio 2019.

## Sviluppo
Nel dicembre 2018, i ricercatori di NVIDIA Tero Karras, Samuli Laine e Timo Aila hanno introdotto StyleGAN, un nuovo tipo di Rete generativa avversaria capace di creare immagini fedelmente dettagliate ad alta risoluzione. Il codice è stato reso pubblico su Github sotto licenza Creative Commons 4.0.
Il 5 febbraio 2020 viene pubblicata la seconda versione di StyleGAN, denominata StyleGAN2. Essa propone alcuni miglioramenti alla versione principale, e riduce i tempi di allenamento dell'algoritmo.

## Caratteristiche
Come tutte le Reti generative avversarie, StyleGAN è in grado di generare immagini che risultano pressoché autentiche all'occhio umano. La sua pubblicazione porta con sé aspetti innovativi, tra cui l'introduzione di un'architettura capace di riprodurre più fedelmente le caratteristiche delle immagini. StyleGAN è la prima rete GAN capace di generare immagini alla risoluzione di 1024 pixel.

## Accoglienza
Nel febbraio 2019, l'ingegnere Uber Phillip Wang ha creato il sito web This Person Does Not Exist, che utilizzando StyleGAN propone ai visitatori foto di persone che non esistono, seguito da altri siti.
Allo stesso modo, due facoltà della Information School dell'Università di Washington hanno utilizzato l'algoritmo per creare Which Face is Real?, che sfida gli utenti a distinguere tra un volto vero e uno falso posti fianco a fianco.